# Västra Nylands handelskammare
Västra Nylands handelskammare är en förening för företag i Hangö (hemort), Raseborgs stad samt Lojo och Ingå kommun. Handelskammarens viktigaste uppgifter är att bevaka företagens intressen inom området, utöva myndighetsverksamhet (legalisering av utrikeshandelsdokument samt övervakande av GRM-revisorer som verkar inom området), tillgodose medlemmarna samt övriga intresserade med aktuell utbildning i form av kortkurser. Handelskammaren är en tvåspråkig förening med kontor i Raseborg, Karis samt ett litet kontor i Lojo (Lohjan Yrittäjätalo). Lojo kontoret är endast sporadiskt bemannat. 
Västra Nylands handelskammare är den minsta i Finland med ca 230 medlemmar.

## Historia
Grundandet av Västra Nylands handelskammare påbörjades 1946 då man ansåg att företagen i Västra Nyland alltmer fjärmades från storstadsregionen. Driftiga företagare grundade och understödde handelskammaren var hemort blev Hangö där kontoret grundades. Senare flyttades kontoret till Karis medan hemorten fortsatte vara Hangö. För att kunna grunda en handelskammare krävdes sammanlagt 200 medlemmar och först 1947 kunde man skicka in stadgarna till Handels- och industriministeriet och 1948 kunde man officiellt grunda Västra Nylands handelskamamre. Förutom dagens Lojo, Raseborg och Ingå och Hangö hörde även Kyrkslätt då till Västra Nylands handelskammarområde. 